# Династія Лохара
Лохара (1003 —1339 роки) — індуїстська династія, що панувала в Кашмірі. Прийшла на заміну династії Утпала. Уклала союз з сусідніми державами щодо захисту індійських земель проти мусульманських загарбників. У 1339 році повалена мусульманами, що утворили Кашмірський султанат.

## Історія

### Перша династія
Невеличке князівство Лохара завдячує своєю назвою фортеці Лохаракотта, що розташовувалася в гірській області Пір-Панджал, поруч з долиною Лохрін. Спочатку князівство Лохара поширювалися лише на цю невеличку територію. Піднесення роду і князівство пов'язано зі шлюбом Дідди, представниці роду Лохара, з кашмірським магараджею Кшемгуптою з династії Утпала, після смерті якого у 958 році Дідда отримала фактичну владу. Її вона зберігала до самої смерті у 1003 році. В результаті в Кашмірі владу набули представники роду Лохари. У 1003 році після смерті Дідди владу отримав її небіж Санграмараджа, що заснував нову правлячу династію Кашміра. Невдовзі було повернуто столицю до Срінагар з Авантіпура.
Зусилля перших правителів було спрямовано на зміцнення держави, відновлення авторитету володаря, який знову став зватися самраат (на кшталт імператора). Разом з тим тривала запекла боротьба з сановниками та військовиками, що стали занадто могутніми за останніх представників династії Утпала. У зовнішній політицібуло укладено союз, спрямовані проти агресії держави Газневідів. У 1013 році війська Лохари виступили на підтримку Трилочанапали, магараджи держави Шахі в Пенджабі. Втім неузгоджені дії призвели до поразки у битві при Пір-Панджалі. Втім героїчна оборона фортеці Лохаракотта від військ Махмуда Газневі зупинила ворожий наступ на Кашмір.
До 1020-х років кашмірські володарі діяли разом з пенджабцями проти Газневідів, проте невдало. Водночас вдалося завдати поразки раджпутам з роду Томар й захопити значну область навколо Делі. після чого встановити зверхність над північчю Раджастану.
Після 1028 року починається боротьба за владу, ситуацію погіршували постійні інтриги сановників. Лише з 1040-х років починається стабілізація, що тривала до початку 1076 року. Після боротьби в середині династії у 1078—1081 роках між Анантадевою та його сином Калашею повертається внутрішній спокій, якого Калаша дотримувався до своєї смерті у 1089 році.
У 1089 році вдалося приєднати до Кашміру князівство Лохару, яке до того було самостійним. Водночас постійна боротьба з Газневідами та розкішний спосіб життя володарів виснажував скарбницю. При цьому самраат Харша вступив у конфлікт з кашмірськими феодалами (дамарами), що призвело до тривалої внутрішньої колотнечі. Зрештою у 1101 році Харша загинув. З ними припинила існування Перша династія Лохара.

### Друга династія
Переможні війська дамарів у 1101 році поставили на трон Кашміру представника бокової гілки династії — Уккалу. Останній розділив державу зі своїм братом Суссалою, що значно послабило управління усім Кашміром. При цьому значної ваги набули роди дамарів, особливо рід Гаргакандра. В союзі з останнім Уккала багато зробив задля віднордження військової потуги та господарства Кашміру.
У 1111 році після повалення Уккали почалася нова боротьба за владу, в яку втрутилися різні роди дамарів. В цій боротьбі у 1121 році переміг Суссала, який знищив усіх суперників та дамарський рід Гаргакандра. З 1128 році завдяки зусиллям нового самраату Джаясімхи починається нове відродження могутності Кашміру, який знову об'єднався. Спроби знову поставити під контроль Делі виявилися невдалими.
У 1140 році почалася нова війна за владу, що тривала до 1145 року. Після смерті у 1155 році Джаясімхи відбувається поступовий занепад Другої династії Лохара внаслідок нездарості та марнотратства наступних володарів. Водночас вдавалося відбити напади військ Ганевідів. Припинила своє існування у 1172 році.

### Династія Вуппадеви
Після смерті останнього представника Другої династії — Вантідеви — його змінила дружина або інша родичка, яка заснувала власну династію. На деякий час вдалося відновити потугу Кашміру. Протягом 1190-х років вдавалося захистити кордони держави від агресії Гурідів.
Втім спроби Джагадеви приборкати дамарів наштовхнулося на повстання, що призвело до загибелі самраата у 1212 році. З цього часу влада самраатів зменшувалася на користь впливових дамарів. До 1252 року фактичну владу мали могутніші дамари (на кшталт магнатів), що на свій розсуд замінювали володарів Кашміру. Вдалося зберегти самостійність завдяки постійним війнам між Чагатайським улусом і Делійським султанатом.
У 1273 році династія Вуппадеви фактично припинилася. Трон посів Лакшманадева, якого було усиновлено самраатом Рамадевою. Втім напевне Лакшманадева був небожем або якимось родичем за жіночою лінією. Становище династії погіршувалося постійною боротьбою з дамарами. Водночас відновилися потужні напади з боку військ делійського султанату, що сплюндровували значні області. Фактична влада самраатів зменшилася до Лохару та Срінагару. В цей час посилюється вплив мусульманських феодалів.
З 1301 року завдяки рішучим діям самраата Сухадеви вдалося повернути авторитет центральної влади та знову об'єднати Кашмір, вміло протистояти нападам султанів Делі. Втім після смерті Сухадеви у 1320 роках знову почалася боротьба за владу, викликана спробою мусульманських князів встановити тут свою владу. Зрештою у 1339 році було повалено Удьянадеву, чоловіка і співволодаря останнього представника роду — Котадеви. За цим утворено Кашмірський султанат.

## Економіка

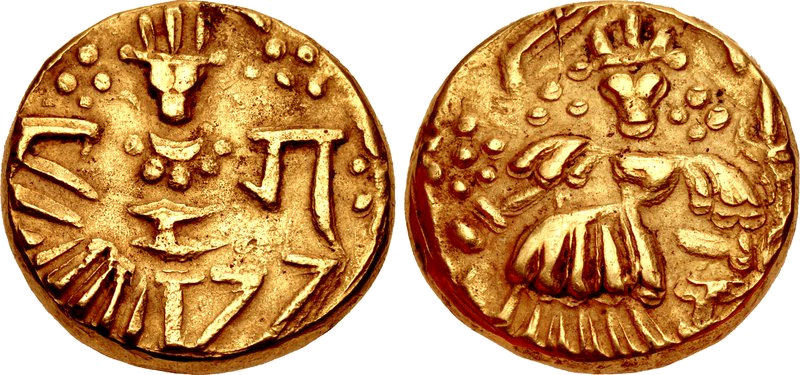
Монета самраата Джагадеви

. На початку Першої династії Лохару відбувається відродження господарств, знову стають потужними землеробство (вирощування рису, інших зернових, фруктів, овочів, прянощів), набувають нового розвитку ремесла (вироблення тканин, обробка каміння та металів). Втім постійна внутрішня боротьба у 1030- та 1080-х роках призвело до поступового економічного занепаду.
За часів Другої династії Лохару незважаючи на спроби її володарів економічна ситуація в цілому стала ще гірше, і вона продовжила погіршуватися під час усього панування династії. Викликало воно була як внутрішнім розгардіяшем, так й перекриття мусульманськими державами основних торговельних шляхів. Тепер головні міста північної Індії, Пенджабу, перевалі в Гіндукуши контролювали мусульманські князі, султани та їх намісники, що не сприяли торгівлі Кашміру, населення якого вважалися поганським.

## Культура
З кінця правління Першої династії Лохару відбувалося неухильне зниження економічного добробуту, через що буддійські монастирі були змушені задовольнятися лише мінімальною фінансовою підтримкою з боку держави. У 1090-х роках починається боротьба з буддизмом, коли значна частина кам'яних скульптур була знищена. Також переслідувався брахманізм, найбільшої потуги здобув кашмірський шиваїзм. Водночас Газневіди перекрили легкий доступ до великих буддійських чернечих університетів центральній частині північної Індії, тому рівень освіти в кашмірських монастирях поступово знизився.
У період правління Другої династії Лохару, особливо під час царювання Джайясімхи, брахманізм і буддизм завдяки підтримці правителів знову відродилися, хоча шиваїзм залишався панівним віруванням. Незважаючи на збіднення монастирів, буддійська діяльність процвітала принаймні до XIV століття, а вчителі та перекладачі час від часу відвідували Тибет.
У XIII ст. утворюються мусульманські громади, поступово вони набирають ваги. Втім лише навернення на іслам низки феодалів у передгір'ях Гімалаїв наприкінці 1280-х років призвело до суттєвого посилення становища мусульман. У 1320 році перший індус-мусульманин посів трон Кашміру. Втім невдовзі владу знову перебрали індуїсти. Й лише у 1338 році після повалення Династії Вуппадеви владу захопили мусульмани.

## Правителі

### Перша династія
- Санграмараджа (1003—1028)
- Харіраджа (1028)
- Анантадева (1028—1063)
- Калаша (1063—1089)
- Уткарша (1089)
- Харша (1089—1101)

### Друга династія
- Уккала (1101—1111)
- Салхана (1111—1112)
- Суссала (1112—1120), вперше
- Бхікшакара 1120—1121
- Суссала (1121—1128), вдруге
- Джаясімха (1128—1155)
- Параманука (1155—1165)
- Вантідева (1165—1172)

### Династія Вуппадеви
- Вуппадева (1172—1180)
- Джассака (1180—1198)
- Джагадева (1198—1212/1213)
- Раджадева (1212/13-1235)
- Самграмадева (1235—1252)
- Рамадева 1252—1273
- Лакшманадева (1273—1286)
- Сімхадева (1286—1301)
- Сухадева (1301—1320)
- Котадева (1320—1338)
- Рінчан (1320—1323)
- Удаянадева (1323-1339)